# ريتشارد إتش ويلكينسون
ريتشارد إتش ويلكينسون (بالإنجليزية: Richard H. Wilkinson)‏ هو أستاذ جامعي أمريكي، ولد في 1951 في إنجلترا في المملكة المتحدة.